# La Bezole
La Bezole  est une commune française située dans l'ouest du département de l'Aude, en région Occitanie.
Sur le plan historique et culturel, la commune fait partie du Razès, un pays historiquement très étendu, qui ne se résume aujourd'hui qu'aux collines de la Malepère et au bas Razès au centre et au sud, limité par le pays de Sault. Exposée à un climat océanique altéré, elle est drainée par le ruisseau de Baillasse et par divers autres petits cours d'eau.
La Bezole est une commune rurale qui compte 47 habitants en 2022, après avoir connu un pic de population de 202 habitants en 1793. Elle fait partie de l'aire d'attraction de Limoux. Ses habitants sont appelés les Bezolais et ses habitantes les Bezolaises.

## Géographie
La commune de La Bezole est située sur l'ancienne route nationale 620 entre Limoux et Lavelanet.

### Communes limitrophes
Les communes limitrophes sont  Ajac, Castelreng, Courtauly, Saint-Benoît et Villelongue-d'Aude.
|              | Villelongue-d'Aude                        | Ajac       |
| Courtauly    | La Bezole                                 | Castelreng |
| Saint-Benoît | Saint-Couat-du-Razès (par un quadripoint) |            |

### Hydrographie
La commune est dans la région hydrographique « Côtiers méditerranéens », au sein du bassin hydrographique Rhône-Méditerranée-Corse. Elle est drainée par le ruisseau de Baillasse, Rec du Four, le ruisseau du Bois de l'Espinas, le ruisseau du Col de Lépinac et par un petit cours d'eau, constituant un réseau hydrographique de 5 km de longueur totale,.

### Climat
Pour des articles plus généraux, voir Climat de l'Occitanie et Climat de l'Aude.
En 2010, le climat de la commune est de type climat océanique altéré, selon une étude s'appuyant sur une série de données couvrant la période 1971-2000. En 2020, Météo-France publie une typologie des climats de la France métropolitaine dans laquelle la commune est exposée à un climat de montagne ou de marges de montagne et est dans la région climatique Pyrénées orientales, caractérisée par une faible pluviométrie, un très bon ensoleillement (2 600 h/an), un air sec, particulièrement en hiver et peu de brouillards.
Pour la période 1971-2000, la température annuelle moyenne est de 12,6 °C, avec  une amplitude thermique annuelle de 15,3 °C. Le cumul annuel moyen de précipitations est de 949 mm, avec 10,7 jours de précipitations en janvier et 6,3 jours en juillet. Pour la période 1991-2020 la température moyenne annuelle observée sur la station météorologique la plus proche, située sur la commune de Saint-Benoît à 4 km à vol d'oiseau, est de 12,5 °C et le cumul annuel moyen de précipitations est de 900,5 mm,. Pour l'avenir, les paramètres climatiques de la commune estimés pour 2050 selon différents scénarios d’émission de gaz à effet de serre sont consultables sur un site dédié publié par Météo-France en novembre 2022.

### Milieux naturels et biodiversité
Aucun espace naturel présentant un intérêt patrimonial n'est recensé sur la commune dans l'inventaire national du patrimoine naturel,,.

## Urbanisme

### Typologie
Au 1er janvier 2024, La Bezole est catégorisée commune rurale à habitat très dispersé, selon la nouvelle grille communale de densité à 7 niveaux définie par l'Insee en 2022.
Elle est située hors unité urbaine. Par ailleurs la commune fait partie de l'aire d'attraction de Limoux, dont elle est une commune de la couronne,. Cette aire, qui regroupe 39 communes, est catégorisée dans les aires de moins de 50 000 habitants,.

### Occupation des sols
L'occupation des sols de la commune, telle qu'elle ressort de la base de données européenne d’occupation biophysique des sols Corine Land Cover (CLC), est marquée par l'importance des forêts et milieux semi-naturels (75 % en 2018), une proportion sensiblement équivalente à celle de 1990 (75,1 %). La répartition détaillée en 2018 est la suivante :  forêts (75 %), zones agricoles hétérogènes (23,6 %), cultures permanentes (1,4 %). L'évolution de l’occupation des sols de la commune et de ses infrastructures peut être observée sur les différentes représentations cartographiques du territoire : la carte de Cassini (XVIIIe siècle), la carte d'état-major (1820-1866) et les cartes ou photos aériennes de l'IGN pour la période actuelle (1950 à aujourd'hui).

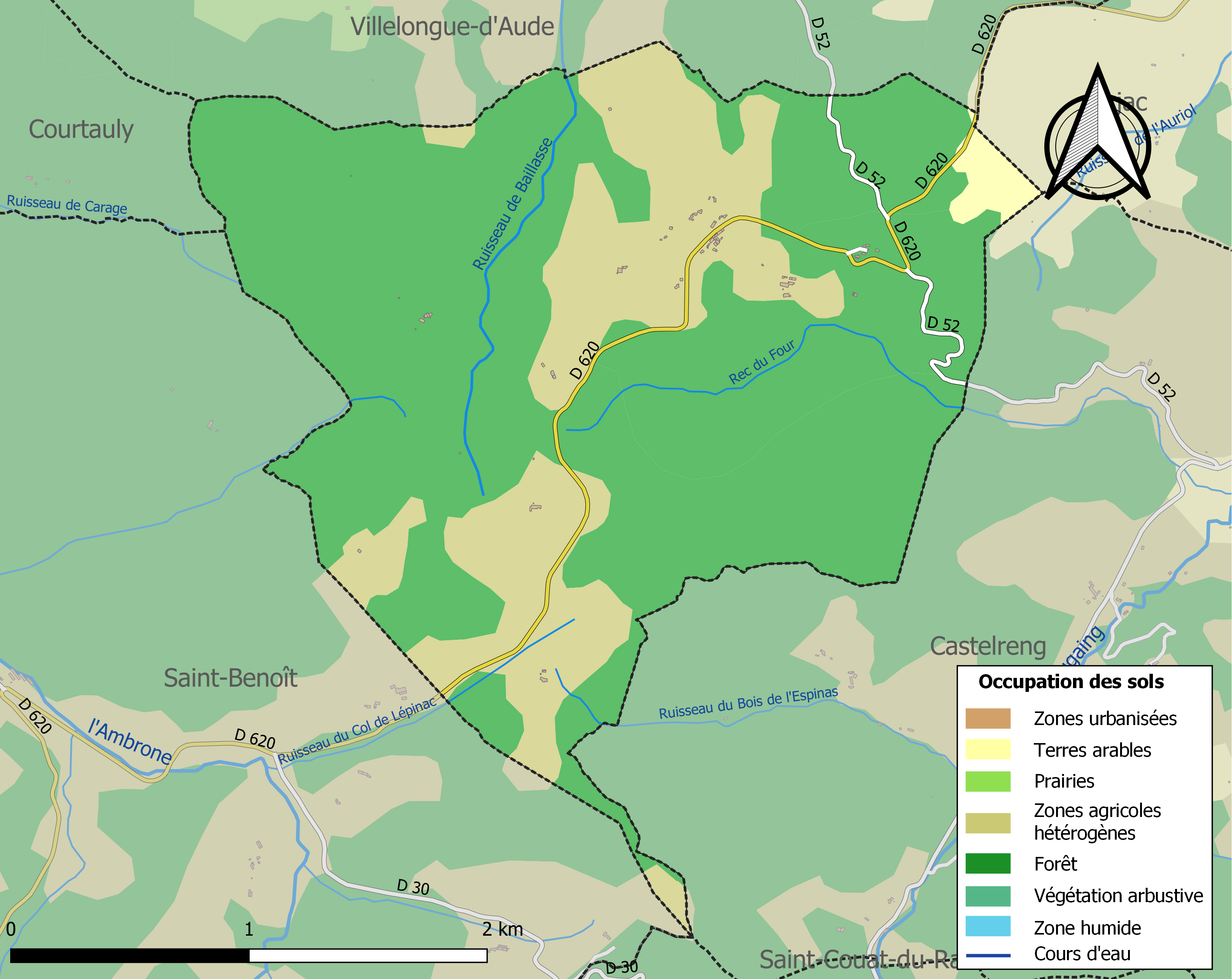
Carte des infrastructures et de l'occupation des sols de la commune en 2018 (CLC).

### Risques majeurs
Le territoire de la commune de La Bezole est vulnérable à différents aléas naturels : météorologiques (tempête, orage, neige, grand froid, canicule ou sécheresse) et séisme (sismicité faible). Un site publié par le BRGM permet d'évaluer simplement et rapidement les risques d'un bien localisé soit par son adresse soit par le numéro de sa parcelle.

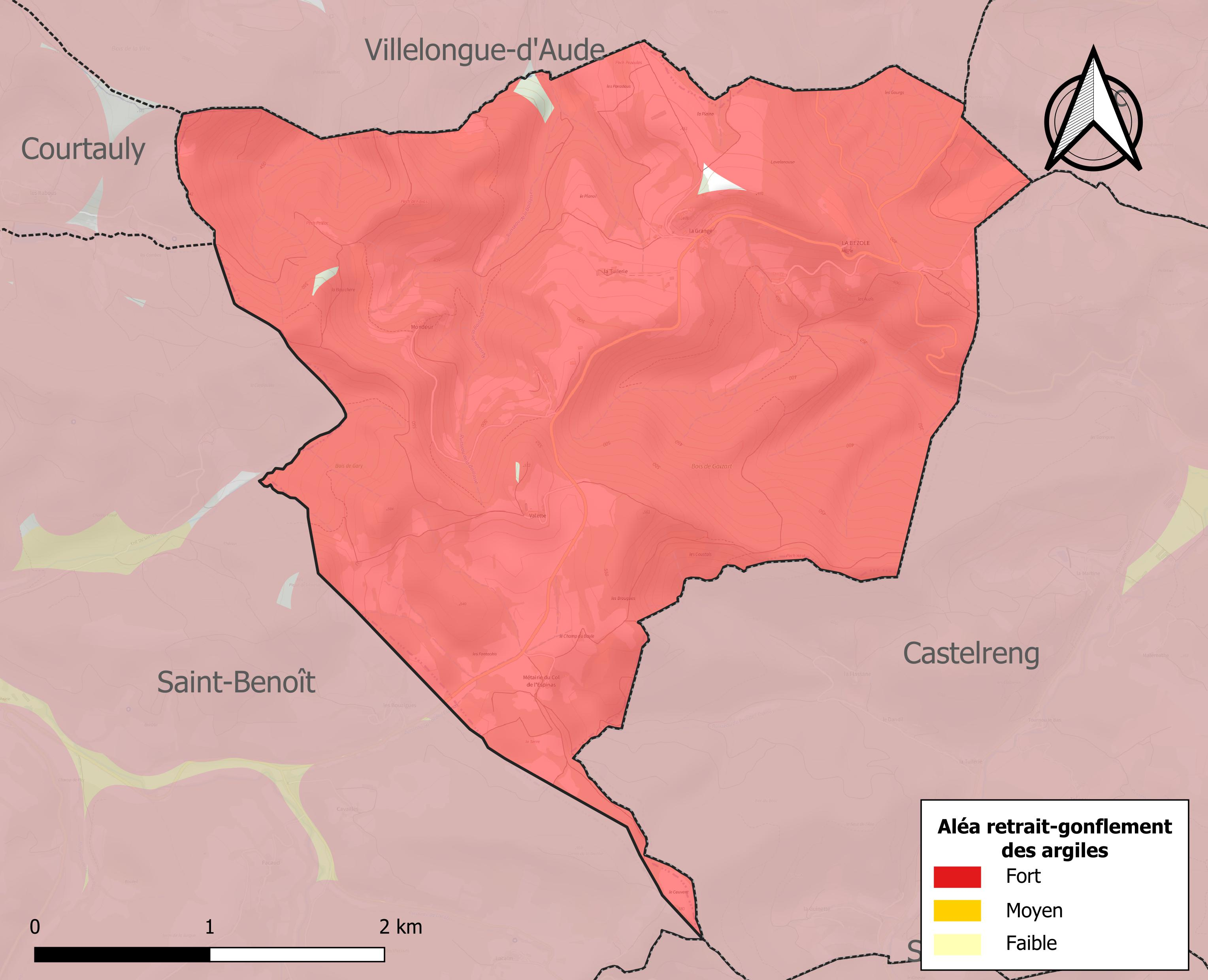
Carte des zones d'aléa retrait-gonflement des sols argileux de La Bezole.

Le retrait-gonflement des sols argileux est susceptible d'engendrer des dommages importants aux bâtiments en cas d’alternance de périodes de sécheresse et de pluie. 99,5 % de la superficie communale est en aléa moyen ou fort (75,2 % au niveau départemental et 48,5 % au niveau national). Sur les 28 bâtiments dénombrés sur la commune en 2019, 28 sont en aléa moyen ou fort, soit 100 %, à comparer aux 94 % au niveau départemental et 54 % au niveau national. Une cartographie de l'exposition du territoire national au retrait gonflement des sols argileux est disponible sur le site du BRGM,.

## Histoire
Le 19 juillet 2022, la 16e étape du Tour de France 2022, entre Carcassonne et Foix, passe à La Bezole, et franchit le col de l'Épinac sur la RD 620, classé en troisième catégorie au Grand Prix de la montagne. Le français Alexis Gougeard le franchit en tête.

## Politique et administration

### Découpage territorial
La commune de Bezole est membre de la communauté de communes du Limouxin, un établissement public de coopération intercommunale (EPCI) à fiscalité propre créé le 2 décembre 2016 dont le siège est à Limoux. Ce dernier est par ailleurs membre d'autres groupements intercommunaux.
Sur le plan administratif, elle est rattachée à l'arrondissement de Limoux, au département de l'Aude, en tant que circonscription administrative de l'État, et à la région Occitanie.
Sur le plan électoral, elle dépend du canton de la Région-Limouxine pour l'élection des conseillers départementaux, depuis le redécoupage cantonal de 2014 entré en vigueur en 2015, et de la troisième circonscription de l'Aude  pour les élections législatives, depuis le redécoupage électoral de 1986.

### Liste des maires
| Période                                  | Période | Identité                  | Étiquette          | Qualité |
| ---------------------------------------- | ------- | ------------------------- | ------------------ | --- |
| mars 2014                                | ?       | Lionel Mirabet            |                    | |
| mars 2003                                | 2014    | Alain Dallongeville       |                    | |
| mars 2001                                | 2003    | Françoise Biziot          |                    | |
| 1966                                     | 1983    | Jacques Lemoine           |                    | |
| 1945                                     | 1966    | Rose Dujardin-Beaumetz    |                    | |
| 1935                                     | 1945    | Clovis Astruc             |                    | |
| 1925                                     | 1935    | Paul Lemoine              |                    | |
| 1913                                     | 1925    | Jean Vié                  |                    | |
| 1908                                     | 1912    | Albin Dieudé              |                    | |
| 1895                                     | 1908    | Étienne Dujardin-Beaumetz | Radical-Socialiste | Député de l'Aude, sénateur de l'Aude, président du conseil général de l'Aude, sous-secrétaire d'État aux Beaux-Arts du 25 janvier 1905 au 14 janvier 1912 |
| 1888                                     | 1895    | Pierre Pédémas            |                    | |
| 1886                                     | 1888    | Barthélémy Bouille        |                    | |
| 1878                                     | 1885    | Léopold Petiet            |                    | |
| 1848                                     | 1878    | Auguste Petiet            |                    | |
| 1840                                     | 1848    | Pierre Claude Petiet      |                    | |
| 1818                                     | 1840    | Jean Tisseyre             |                    | |
| 1816                                     | 1818    | Marc-Antoine Tisseyre     |                    | |
| 1800                                     | 1816    | Gabriel Fau               |                    | |
| 1791                                     | 1795    | Jérôme Télinge            |                    | |
| Les données manquantes sont à compléter. |         |                           |                    | |

## Démographie
L'évolution du nombre d'habitants est connue à travers les recensements de la population effectués dans la commune depuis 1793. Pour les communes de moins de 10 000 habitants, une enquête de recensement portant sur toute la population est réalisée tous les cinq ans, les populations de référence des années intermédiaires étant quant à elles estimées par interpolation ou extrapolation. Pour la commune, le premier recensement exhaustif entrant dans le cadre du nouveau dispositif a été réalisé en 2008.

En 2022, la commune comptait 47 habitants, en évolution de +11,9 % par rapport à 2016 (Aude : +2,65 %, France hors Mayotte : +2,11 %).
| 1793 | 1800 | 1806 | 1821 | 1831 | 1836 | 1846 | 1851 | 1856 |
| ---- | ---- | ---- | ---- | ---- | ---- | ---- | ---- | ---- |
| 202  | 98   | 79   | 95   | 94   | 96   | 91   | 92   | 99   |

| 1861 | 1866 | 1872 | 1876 | 1881 | 1886 | 1891 | 1896 | 1901 |
| ---- | ---- | ---- | ---- | ---- | ---- | ---- | ---- | ---- |
| 97   | 79   | 74   | 60   | 83   | 90   | 88   | 67   | 67   |

| 1906 | 1911 | 1921 | 1926 | 1931 | 1936 | 1946 | 1954 | 1962 |
| ---- | ---- | ---- | ---- | ---- | ---- | ---- | ---- | ---- |
| 62   | 51   | 63   | 70   | 62   | 40   | 45   | 33   | 28   |

| 1968 | 1975 | 1982 | 1990 | 1999 | 2006 | 2008 | 2013 | 2018 |
| ---- | ---- | ---- | ---- | ---- | ---- | ---- | ---- | ---- |
| 32   | 35   | 27   | 38   | 42   | 45   | 46   | 41   | 47   |

| 2022 | - | - | - | - | - | - | - | - |
| ---- | - | - | - | - | - | - | - | - |
| 47   | - | - | - | - | - | - | - | - |

## Économie

### Emploi
| Division       | 2008   | 2013   | 2018   |
| -------------- | ------ | ------ | ------ |
| Commune        | 15,2 % | 7,7 %  | 16,7 % |
| Département    | 10,2 % | 12,8 % | 12,6 % |
| France entière | 8,3 %  | 10 %   | 10 %   |

En 2018, la population âgée de 15 à 64 ans s'élève à 30 personnes, parmi lesquelles on compte 70 % d'actifs (53,3 % ayant un emploi et 16,7 % de chômeurs) et 30 % d'inactifs,. Depuis 2008, le taux de chômage communal (au sens du recensement) des 15-64 ans est supérieur à celui de la France et du département.
La commune fait partie de la couronne de l'aire d'attraction de Limoux, du fait qu'au moins 15 % des actifs travaillent dans le pôle,. Elle compte 3 emplois en 2018, contre 8 en 2013 et 9 en 2008. Le nombre d'actifs ayant un emploi résidant dans la commune est de 16, soit un indicateur de concentration d'emploi de 18,9 % et un taux d'activité parmi les 15 ans ou plus de 51,2 %.
Sur ces 16 actifs de 15 ans ou plus ayant un emploi, 2 travaillent dans la commune, soit 13 % des habitants. Pour se rendre au travail, 93,8 % des habitants utilisent un véhicule personnel ou de fonction à quatre roues et 6,3 % n'ont pas besoin de transport (travail au domicile).

### Activités hors agriculture
7 établissements sont implantés  à la Bezole au 31 décembre 2019.
Le secteur du commerce de gros et de détail, des transports, de l'hébergement et de la restauration est prépondérant sur la commune puisqu'il représente 42,9 % du nombre total d'établissements de la commune (3 sur les 7 entreprises implantées  à la La Bezole), contre 32,3 % au niveau départemental.

### Agriculture
|                                   | 1988 | 2000 | 2010 |
| --------------------------------- | ---- | ---- | ---- |
| Exploitations                     | 5    | 2    | 2    |
| Superficie agricole utilisée (ha) | 104  | 209  | 273  |

La commune fait partie de la petite région agricole dénommée « Razès ». En 2010, l'orientation technico-économique de l'agriculture  sur la commune est l'élevage de bovins pour la viande. Deux exploitations agricoles ayant leur siège dans la commune sont dénombrées lors du recensement agricole de 2010 (cinq en 1988). La superficie agricole utilisée est de 273 ha.

## Culture locale et patrimoine

### Lieux et monuments
Une église, une mairie, un cimetière.
- Église de la Nativité-de-Notre-Dame de La Bezole.

### Personnalités liées à la commune
- Étienne Dujardin-Beaumetz (1852-1913), artiste peintre et ministre des Beaux-Arts durant sept ans, entre 1905 et 1912.
- Pierre-Claude Petiet (1770-1849), général français.
- Marie-Louise Petiet (1854-1893), petite-fille du précédent, artiste-peintre.